# Équipe d'Afghanistan féminine de football
Cet article traite de l'équipe féminine. Pour l'équipe masculine, voir Équipe d'Afghanistan de football.
Maillots
L'équipe d'Afghanistan féminine de football est l'équipe nationale qui représente l'Afghanistan dans les compétitions internationales de football féminin. Créée en 2007, elle était gérée par la Fédération d'Afghanistan de football, jusqu'à sa dissolution après la chute de Kaboul en 2021, les joueuses féminines étant illégales sous le nouveau régime. 
L'équipe féminine d'Afghanistan joue son premier match officiel le 14 décembre 2010 à Cox's Bazar contre le Népal, pour une défaite sur le score de 13-0. Les Afghanes n'ont jamais participé à une phase finale de compétition majeure de football féminin, que ce soit la Coupe d'Asie, la Coupe du monde ou les Jeux olympiques.
Depuis 2021, les joueuses en exil tente de se faire reconnaître auprès de la FIFA.

## Histoire

### Les débuts
En 2007 le Comité national olympique d'Afghanistan crée la première équipe nationale féminine avec des joueuses sélectionnés dans des écoles de Kaboul. La même année, l'équipe joue pour la première fois contre l'équipe de la Force internationale d'assistance à la sécurité (ISAF), l'équipe remporte le match 5-0. 
En 2008, l'équipe part voyager au Pakistan pour participer au deuxième tournoi national du Pakistan. Elles ont gagné leurs matchs de phase de poule et de demi-finale, mais s'incline au Baloutchistan en finale. Dans une tentative pour améliorer la qualité du football féminin, l'équipe est envoyée en Allemagne pour tenir un camp de préparation. Plus tard dans l'année, l'équipe afghane voyage en Jordanie pour participer au tournoi de football des pays islamiques des femmes. Cependant, les résultats cette fois étaient moins favorables. l'équipe perd toutes ses rencontres.
En février 2009, l'équipe retourne en Jordanie, mais cette fois pour un camp d'entraînement.  La fédération de football féminin des Pays-Bas montre un intérêt pour aider l'équipe d’Afghanistan féminine et les invites à un camp d'entraînement aux Pays-Bas.
En octobre 2010, l'équipe joue un match amical contre la Force internationale d'assistance à la sécurité (ISAF) sur le terrain de l'OTAN à Kaboul. Les Afghanes gagnent 1-0.

### Championnat féminin d'Asie du Sud 2010
Le Championnat féminin d'Asie du Sud 2010 au Bangladesh est marqué par la première apparition de l'Afghanistan dans un grand tournoi international. Les Afghanes jouent leur premier match officiel contre le Népal, dans lequel elles sont vaincues sur le score de 13-0. Puis, elles font face à leurs rivaux voisins, le Pakistan. Elles perdent la rencontre par 3 buts à zéro. Lors de leur dernier match, elles font face aux Maldives, le match se termine par un match nul sur le score de 2-2. L'Afghanistan est éliminé du tournoi avec un seul point.

### Championnat féminin d'Asie du Sud 2012
Le Championnat féminin d'Asie du Sud 2012 organisé au Sri Lanka, voit l'Afghanistan participer pour la seconde fois au tournoi. Elles font face aux Maldives pour le premier match, qui se termine par un nul 1-1. Diba Naweed marque le seul but de l'équipe dans ce match. Le match suivant est contre le Pakistan, l'équipe gagne sa deuxième victoire sur un score de 4-0. Hailai Arghandiwal et Marjan Haydaree marquent un but chacune, tandis que Shabnam Rohin en marque deux. Le dernier match a lieu contre le Népal, qui se termine par une lourde défaite de 7-1. Le seul but afghan est marqué par Marjan Haydaree. L'Afghanistan atteint les demi-finales du tournoi après s'être classée deuxième de son groupe. Le match de la demi-finale a lieu contre l'Inde, qui se termine par une défaite écrasante de 11-0. L'équipe quitte ainsi le tournoi en demi-finale.

### Championnat féminin d'Asie du Sud 2014
Le Championnat féminin d'Asie du Sud 2014 organisé au Pakistan, voit l'Afghanistan participer pour la troisième fois à ce tournoi. Leur premier match se termine par une défaite de 6-1 contre le Bangladesh. Le but est marqué par Marjan Haydaree. Elles perdent le deuxième match contre les Maldives par 1-0. Leur troisième match et dernière rencontre se termine par une défaite écrasante de 12-0 contre l'Inde. L'Afghanistan est éliminé du tournoi avec 0 point. Il s'agit du plus mauvais parcours de l'Afghanistan dans le championnat féminin d'Asie du Sud.

### 2015 Match pour la paix
Le 24 septembre 2015, dans la ville d'Hiroshima au Japon, un programme de formation de communication de direction UNITAR est organisé, l'équipe nationale féminine d'Afghanistan est invitée à jouer un match amical de paix avec l'équipe féminine de Hiroshima, les Angeviolet, le 20 septembre à 2015.
Le programme de formation dure une semaine à Hiroshima et porte l'action sur l'autonomisation des femmes et le développement des compétences et des connaissances autour du leadership, le développement de l'équipe, la communication et la psychologie du sport.
L'équipe d’Afghanistan perd la rencontre d'un score écrasant de 0 à 14 face à l'équipe Angeviolet d'Hiroshima.

### 2016 Le changement
Les joueuses de l'équipe nationale féminine d'Afghanistan reçoivent le soutien de la Fédération d'Afghanistan de Football et embauche une nouvelle équipe d'entraîneurs composée de l'entraîneur-chef Kelly Lindsey ancienne joueuse de l'équipe des États-Unis, l'entraîneur adjoint Haley Carter, et le directeur de programme Khalida Popal. L'équipe a également embauché l'entraîneur de fitness John De Witt ainsi que Joelle Muro.
Parallèlement à ces embauches, l'équipe se prépare pour le Championnat féminin d'Asie du Sud 2016 qui se tiendra en Inde en novembre.
Kelly Lindsey et l'équipe d'Afghanistan se dirigent aux États-Unis afin de participer au tournoi AFSO, qui débutera par un match amical contre un club local. Le tournoi AFSO est remporté par l'équipe afghane qui remporte les trois matchs de poule et la finale.
L'équipe est également en partenariat avec Diehard Echarpes. L'entreprise fabrique des foulards officiels de supporters de l'équipe nationale féminine d’Afghanistan. Une partie des ventes vont à l'équipe afin de collecter des fonds en préparation pour le Championnat féminin d'Asie du Sud 2016.

## Classement FIFA
| Année              | 2011 | 2012 | 2013 | 2014 | 2015 | 2016 | 2017 | 2018 |
| ------------------ | ---- | ---- | ---- | ---- | ---- | ---- | ---- | ---- |
| Classement mondial | 136  | 124  | 108  | 123  | 133  | 128  | 106  | 139  |

## Palmarès
- Tournoi AFSO 2016
  -  Vainqueur

### Parcours enCoupe du monde
- 1991 à 2019 : Non inscrit

### Parcours enCoupe d'Asie
- 1975 à 2018 : Non inscrit

### Parcours enChampionnat d'Asie du Sud
- 2010 : éliminé en phase finale dès le 1er tour
- 2012 : Demi-finaliste
- 2014 : éliminé en phase finale dès le 1er tour
- 2016 : éliminé en phase finale dès le 1er tour
- 2019 : non qualifié

### Parcours aux Jeux d'Asie du Sud
- 2010 : Non inscrit
- 2016 : Non inscrit

## Matchs de l'équipe d'Afghanistan par adversaire
Voici le tableau récapitulatif des matchs d'Afghanistan répertorié par la FIFA.
| Date              | Lieu                   | Locaux      | Résultat | Visiteur             |
| ----------------- | ---------------------- | ----------- | -------- | -------------------- |
| 14 décembre 2010  | Cox’S Bazar Bangladesh | Afghanistan | 0-13     | Népal                |
| 16 décembre 2010  | Cox’S Bazar Bangladesh | Afghanistan | 0-3      | Pakistan             |
| 18 décembre 2010  | Cox’S Bazar Bangladesh | Afghanistan | 2-2      | Maldives             |
| 16 février 2012   | Doha Qatar             | Afghanistan | 2-0      | Qatar                |
| 8 septembre 2012  | Colombo Sri Lanka      | Afghanistan | 1-1      | Maldives             |
| 10 septembre 2012 | Colombo Sri Lanka      | Afghanistan | 4-0      | Pakistan             |
| 12 septembre 2012 | Colombo Sri Lanka      | Afghanistan | 1-7      | Népal                |
| 14 septembre 2012 | Colombo Sri Lanka      | Afghanistan | 0-11     | Inde                 |
| 23 août 2013      | Bichkek Kirghizistan   | Afghanistan | 1-0      | Kirghizistan         |
| 25 août 2013      | Bichkek Kirghizistan   | Afghanistan | 0-2      | Kazakhstan           |
| 27 août 2013      | Bichkek Kirghizistan   | Afghanistan | Non joué | Tadjikistan          |
| 13 novembre 2014  | Islamabad Pakistan     | Afghanistan | 1-6      | Bangladesh           |
| 15 novembre 2014  | Islamabad Pakistan     | Afghanistan | 0-1      | Maldives             |
| 17 novembre 2014  | Islamabad Pakistan     | Afghanistan | 0-12     | Inde                 |
| 20 septembre 2015 | Hiroshima Japon        | Afghanistan | 0-14     | Angeviolet Hiroshima |
| 31 août 2016      | Palo Alto États-Unis   | Afghanistan | 1-3      | Palo Alto 98G        |
| 2 septembre 2016  | Dublin États-Unis      | Afghanistan | 5-3      | Ettifaq              |
| 3 septembre 2016  | Dublin États-Unis      | Afghanistan | 9-0      | Ariya                |
| 4 septembre 2016  | Dublin États-Unis      | Afghanistan | 2-1      | Selinas              |
| 5 septembre 2016  | Dublin États-Unis      | Afghanistan | 1-0      | Selinas              |
| 27 décembre 2016  | siliguri Inde          | Afghanistan | 1-5      | Inde                 |
| 31 décembre 2016  | siliguri Inde          | Afghanistan | 0-6      | Bangladesh           |
| 2 février 2018    | Amman Jordanie         | Afghanistan | 0-5      | Jordanie             |
| 5 février 2018    | Amman Jordanie         | Afghanistan | 0-6      | Jordanie             |
| 23 novembre 2018  | Tachkent Ouzbékistan   | Afghanistan | 0-20     | Ouzbékistan          |
| 25 novembre 2018  | Tachkent Ouzbékistan   | Afghanistan | 0-6      | Iran                 |
| 27 novembre 2018  | Tachkent Ouzbékistan   | Afghanistan | 0-1      | Kirghizistan         |
| 1er décembre 2018 | Tachkent Ouzbékistan   | Afghanistan | 0-5      | Tadjikistan          |
| 10 novembre 2021  | Doha Qatar             | Afghanistan | 0-5      | Qatar                |
| 29 mai 2022       | Dorking Angleterre     | Afghanistan | 0-4      | Surrey               |

### Nations rencontrées
| Adversaire   | Joués | Victoires | Matchs nuls | Défaites | Buts pour | Buts contre |
| ------------ | ----- | --------- | ----------- | -------- | --------- | ----------- |
| Bangladesh   | 2     | 0         | 0           | 2        | 1         | 12          |
| Inde         | 3     | 0         | 0           | 3        | 1         | 28          |
| Iran         | 1     | 0         | 0           | 1        | 0         | 6           |
| Jordanie     | 2     | 0         | 0           | 2        | 0         | 11          |
| Kazakhstan   | 1     | 0         | 0           | 1        | 0         | 2           |
| Kirghizistan | 2     | 1         | 0           | 1        | 1         | 1           |
| Maldives     | 3     | 0         | 2           | 1        | 3         | 4           |
| Népal        | 2     | 0         | 0           | 2        | 1         | 20          |
| Ouzbékistan  | 1     | 0         | 0           | 1        | 0         | 20          |
| Pakistan     | 2     | 1         | 0           | 1        | 4         | 3           |
| Qatar        | 2     | 1         | 0           | 1        | 2         | 5           |
| Tadjikistan  | 1     | 0         | 0           | 1        | 0         | 5           |

### Bilan
| Rang | Équipe      | Pts | J  | G | N | P  | Bp | Bc  | Diff |
| ---- | ----------- | --- | -- | - | - | -- | -- | --- | ---- |
| #    | Afghanistan | 11  | 22 | 3 | 2 | 17 | 13 | 117 | -104 |

### Les meilleures buteuses
| Rang | Joueur             | Buts | Sél. | Première sélection | Dernière sélection |
| ---- | ------------------ | ---- | ---- | ------------------ | ------------------ |
| 1    | Marjan Haydaree    | 5    | 12   | 2010               | 2015               |
| 2    | Shabnam Rohin      | 2    | 12   | 2010               | 2015               |
| 2    | Hailai Arghandiwal | 2    | 12   | 2010               | 2015               |
| 4    | Diba Naweed        | 1    | 12   | 2010               | 2015               |
| 4    | Sabria mah         | 1    | 12   | 2010               | 2015               |
| 4    | Sajia Sahar        | 1    | 12   | 2010               | 20..               |

## Entraîneurs de l'équipe d'Afghanistan
| Name                  | Années    | Matchs | Victoires | Nuls | Défaites | % de victoire |
| --------------------- | --------- | ------ | --------- | ---- | -------- | ------------- |
| Abdul Saboor Walizada | 2010-2013 | 10     | 3         | 2    | 5        | 30            |
| Faqir Zada            | 2014      | 3      | 0         | 0    | 3        | 0             |
| Amin Amini            | 2015      | 0      | 0         | 0    | 0        | 0             |
| Kelly Lindsey         | 2016-2017 | 2      | 0         | 0    | 2        | 0             |
| Ali Jawad Ataiee      | 2018-2021 | 6      | 0         | 0    | 6        | 0             |
| Totals                | Totals    | 21     | 3         | 2    | 16       | 14,28         |